# Giges da Lídia
 Giges da Lídia (? – 644 a.C.) foi o primeiro rei da Lídia da dinastia Mérmnada. O seu reinado durou desde aproximadamente o ano 680 a.C. até ao ano 644 a.C. O nome do seu pai era Dascylus.
Na arqueologia, Giges aparece em um túmulo em Bin-Tepe como Guggu, rei dos Luddi no século 7 a.C. É dele descrito que combateu os cimérios e que foi aliado de Assurbanípal (669-626 a.C.) e dos egípcios entre 656-657 a.C. Giges morre em um ataque dos cimérios em 652 a.C. Na história antiga Giges aparece em textos de Apónax, Heródoto, e em Eusébio.
Na narrativa histórica de Heródoto, Giges assassinou o rei anterior Candaules, da dinastia heraclida, e casou-se com sua esposa. Seu filho e sucessor foi Ardis II.

## Contexto histórico
Na primeira década do século VII a.C., o antigo império da Frígia foi conquistado pelos cimérios, uma poderosa tribo nómada. O famoso rei Midas até ali tinha sido capaz de repelir a agressão uma vez que era ajudado pelo rei Sargão II da Assíria, no entanto de 696 a.C. a 695 a.C. não houve ajuda de modo que não foi possível resistir às investidas, e o rei Midas perdeu a guerra. Com o reino perdido, Midas suicidou-se e a sua capital, Górdio foi destruída.
Com este acontecimento a Frígia desaparecia do mapa político do mundo da sua época. Aproveitando esta circunstância, alguns líderes militares que tinham capacidade de oferecer proteção a determinadas regiões deram início à formação de pequenos reinos de que se nomeiam reis e senhores.
Um destes homens poderosos foi o chamado Giges, fundador do Reino da Lídia. Muito pouco se conhece sobre a forma como chegou ao poder; no entanto, foi objeto das mais diversas e fantásticas histórias e relatos.
O historiador grego Heródoto de Halicarnasso foi quem escreveu sobre o assunto dois séculos depois da morte de Giges. Conta a história de que a Lídia estava governada por um homem chamado Candaules, e que a sua mulher mandou Giges matar o rei seu marido.
Um século depois o filósofo Platão conta uma história incrível acerca de um suposto anel de Giges, que permitia ao seu possuidor ficar invisível e aceder desta forma ao poder.
Um autor posterior, Plutarco de Queroneia, informa que um príncipe da Cária chamado Arselis, de Milasa, ajudou Giges na conquista do poder.
Esta história é bastante mais crível, pois está comprovado que existiam fortes laços entre a Lídia e a Cária.

## Ascensão ao poder, segundo Heródoto
Sardes, na Lídia, era governada pelos heráclidas há vinte e duas gerações, quinhentos e cinco anos, desde Ágron, bisneto de Héracles até Candaules, passando o reinado de pai para filho.
Giges aparece no Livro I de Histórias de Heródoto como filho de Dáscilo e um guarda oficial do rei Candaules, este quem o dava grande confiança.
Candaules era muito apaixonado pela própria esposa, e disse para Giges que ela era a mulher mais linda do mundo; propondo a Giges um plano para que este a visse nua. Giges protestou, mas Candaules insistiu.
O plano de Caudaules foi introduzir Giges no seu quarto, atrás da porta, para que ele visse quando sua esposa se despisse, porém, depois de vê-la nua, Giges foi visto pela esposa de Candaules. Segundo Heródoto, para os lídios, assim como para a maioria dos bárbaros, é uma vergonha ser visto nu; ele se mostra surpreso que até os homens sentem vergonha da própria nudez.
A esposa de Candaules não disse nada naquele momento mas, mais tarde, apresentou um ultimato a Giges: ou ele matava Candaules e tomava para si o reino da Lídia, ou ele deveria se matar ali mesmo, na frente dela. Quando finalmente Giges decide viver, os dois elaboram um plano para assassinar Candaules, que é morto no mesmo quarto onde Giges viu sua esposa nua.
Em litígio sobre quem seria o herdeiro do trono da Lídia, Giges e a rainha, esposa de Candaule, ou um ascendente dos Heráclidas (a historiografia aponta um certo Lixos), o Oráculo de Delfos é consultado e este favorece com um vaticínio a Giges, quem a partir deste momento consegue o apoio para iniciar o seu reinado e seria o início da dinastia mérmnada. Após entronado, Giges fará ricas oferendas de ouro e prata ao Oráculo de Delfos, estas que Heródoto constata em sua passagem por Delfos. Heródoto informa no fim da narrativa sobre a ascenção de Giges que este foi o primeiro rei bárbaro a fazer oferendas para o Oráculo de Delfos, e que o drama da usurpação do reino e da esposa por Giges aparece anteriormente em versos trímetros iâmbicos de Arquíloco de Paros, poeta este que Heródoto crê ter sido contemporâneo de Giges.

## Início do reinado
Giges se tornou rei da Lídia e tomou a esposa de Caudaules como sua, mas os lídios se revoltaram. Eles consultaram o oráculo de Delfos, que deu legitimidade ao reinado de Giges, mas disse que a vingança dos heráclidas chegaria na quinta geração após Giges.
Ele foi o primeiro a fazer ofertas de prata e ouro ao santuário de Delfos.

## Política exterior a oeste
O novo rei da Lídia não tinha nada que temer desde que tinha derrotado os Cimérios em 679 a.C. pelo que assim Giges podia embrenhar-se numa campanha de expansão territorial em direcção ao Oeste, em direcção das cidades gregas situadas na costa ocidental da Ásia Menor.
Giges atacou as cidades de Mileto e Esmirna em vão, mas atacou também Colofón, com sucesso, o que deu à Lídia o seu primeiro porto de mar. Segundo a história também Tróade foi subjugada por Giges. Durante um século a sua capital Adramitio converteu-se num feudo do príncipe e da coroa Lídia.
Desde estes combates, a Lídia e a Grécia travaram contacto. Giges iniciou uma política que duraria mais de um século: enquanto atacava as cidades gregas da Ásia, oferecia regalias e generosos presentes aos santuários da Grécia continental. O resultado foi que o oráculo grego desencorajou as cidades da Grécia europeia a intervir em ajuda as suas irmãs asiáticas. Este foi um dos vários usos políticos que Giges fazia do ouro e da prata, metais preciosos encontrados no rio Pactolo perto de Sardes.
Os arqueólogos têm ensinado que durante o segundo quarto do Século VII a.C., o mesmo que dizer durante o reinado de Giges na Lídia, Sardes se converteu numa cidade impressionante com casas e grandes edifícios cujo telhado chegou a ser coberto por telha.

## Política exterior a este
Assim, o reinado de Giges foi iniciado com êxito. Foi assumido durante bastante tempo que o mesmo foi o responsável por um tratado com o faraó do Egipto, Psamético I (664 a.C - 610 a.C), no entanto novos dados põem em duvida esta questão. Sem problemas, é certo que mercenários gregos e cários apoiaram Psamético quando este subiu ao poder e expulsou o exército assírio do Egipto.
O argumento mais forte contra à aliança Lídio – Egípcia, foi que Giges precisava da Assíria pelo que não fazia muito sentido que fosse apoiar um dos seus inimigos. Uma geração depois dos Cimérios destruírem Górdio, os nómadas regressaram.
Giges enviou emissários a Nínive, pedindo ajuda do rei Assurbanípal (668 a.C. – 631 a.C.) contra os cimérios, que haviam acabado de derrotar Midas, rei da Frígia (676 a.C.), mas não se sabe se a Assíria enviou tropas para lutar em Tabal.
Numa determinada altura do seu reinado Giges, não se sabe se por tributo, enviou prisioneiros de guerra a Assurbanípal.

## O fim de Giges
No ano de 644 a.C. as relações complicaram-se entre os Lídios e os seus vizinhos. Um exército cimério, comandado por um homem chamado Ligdamis (Dugdammê), derrotou o exército lídio e capturou a parte baixa de Sardes, e contínuo em direcção a Oeste cegando às cidades gregas que saqueou.
Giges foi assassinado. Quando Ligdamis voltava com os seus exércitos foi encontrar pela frente o poderoso exército Assírio que o derrotou.
Apesar da invasão ciméria ter sido sangrenta e destrutiva, o reino de Giges sobreviveu. Giges foi sucedido pelo seu filho Ardis, e foi o fundador de monarquia Lídia. Foi enterrado em Sardes, no cemitério real de Bin Tepe.
Pouco mais se conhece sobre o rei Giges. De facto, até se desconhece o resto do seu nome ou a maneira como seria tratado na corte. O nome Giges pode ser uma tradução da palavra luvia hûha ("abuelo"). Alguns eruditos bíblicos argumentam que Giges está por detrás da figura de Gog, governante que foi de Magog, que é mencionado por Ezequiel no Apocalipse.
No teatro grego existe uma obra trágica que foi chamada de Giges. Segundo o autor romano Plínio, Giges foi o inventor dos jogos de pelota.